# Tacos de canasta
Los tacos de canasta son una popular preparación culinaria mexicana que consiste en tortillas rellenas de diversos guisados, típicamente papa, chicharrón, frijoles o adobo, y bañadas en aceite o manteca de puerco derretida. Son originarios de San Vicente Xiloxochitla, Tlaxcala, aunque se consumen en todo el centro de México, especialmente en las grandes ciudades del país. Se suelen vender en bicicletas que circulan por las calles o en puestos callejeros, y su nombre viene de la canasta en la que se guardan para mantenerlos calientes.
Se considera un antojito sencillo, muy económico (no supera los 10 pesos mexicanos) y muy conocido por todos los mexicanos, además de ser altamente calórico y llenador. Tradicionalmente, se sirven con salsa verde picante (o salsa roja picante), chiles escabechados o guacamole.

## Historia

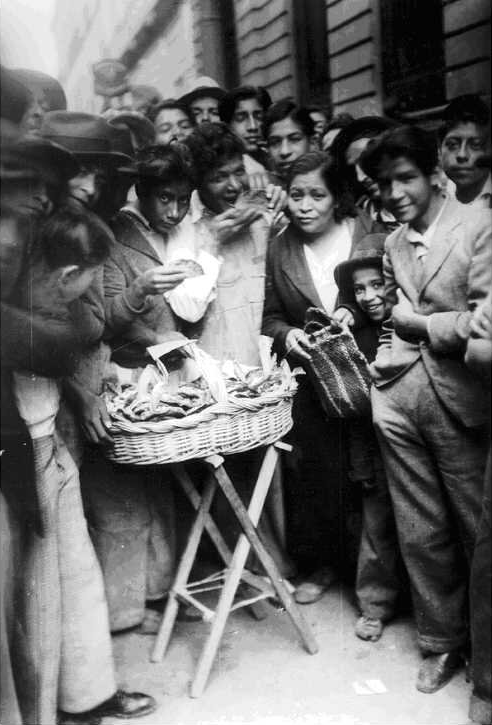
Vendedora con sus tacos en una canasta (Ciudad de México, 1920).

La venta de tacos en canastas por las calles de la Ciudad de México se remonta a la época del Porfiriato o antes; sin embargo, los tacos de canasta como se conocen actualmente tienen su origen en los años 50 en la localidad de San Vicente Xiloxochitla, Tlaxcala, 10 km al suroeste de la ciudad de Tlaxcala, conocida como «la cuna» o «la capital del taco de canasta». En origen, los tacos sudados eran un platillo que se consumía después de la jornada de trabajo en el campo.  Sin embargo, la poca rentabilidad de labrar la tierra obligó a los vecinos de la localidad a ingeniarse un nuevo sustento.
Hoy en día, entre el 50 y el 80 % de las familias xiloxochitlas se dedican a la producción de tacos de canasta, y muchas de ellas viajan cada día a la Ciudad de México para vender sus tacos de canasta.

## Preparación
Los guisos (rellenos para el taco) más comunes son 4: los de frijol, los de papa, los de adobo y los de chicharrón. Aunque la variedad de guisos se haya diversificado en las últimas décadas, los mencionados anteriormente son los rellenos «clásicos». La preparación de estos guisos se comienza la noche anterior, cociendo la papa y el frijol.

### Guisos clásicos
- Guiso de adobo: se cuece y deshebra falda de res, que se mezcla con sal, la cebolla acitronada y adobo de chile guajillo; luego con el caldo de la cocción de res se calientan en el sartén hasta que se integren los ingredientes y se espese.
- Guiso de chicharrón: se acitrona la cebolla y se agrega chicharrón prensado; luego se mezcla con adobo de chile guajillo y se calienta en el sartén hasta que espese.
- Guiso de frijol: se usan frijoles bayos, que después de cocerse, se mezclan con sal y la cebolla acitronada, se machacan hasta formar un puré y se cocinan en un sartén hasta que pierdan el líquido.
- Guiso de papa: después de cocerse, se machacan, se mezclan con sal, la cebolla y el chile serrano acitronados; luego con la leche se calientan en el sartén hasta que se integren los ingredientes y se espese.

### Canasta
La canasta se forra con papel de estraza, papel aluminio y bolsa de plástico o hule, típicamente azul. Para llenarla, primero se acomoda una capa de tacos, luego encima una capa de cebolla (a veces también chiles secos) y un baño de manteca de puerco o adobo caliente; así sucesivamente hasta completar la canasta. Una canasta mediana permite una capacidad para 100-150 tacos, mientras que las más grandes contienen 200-500 tacos.
Se tapa con paños o un manto de tela para conservar la temperatura y la humedad. La canasta permite que se mantengan calientes hasta por 4-6 horas.

## Costumbres

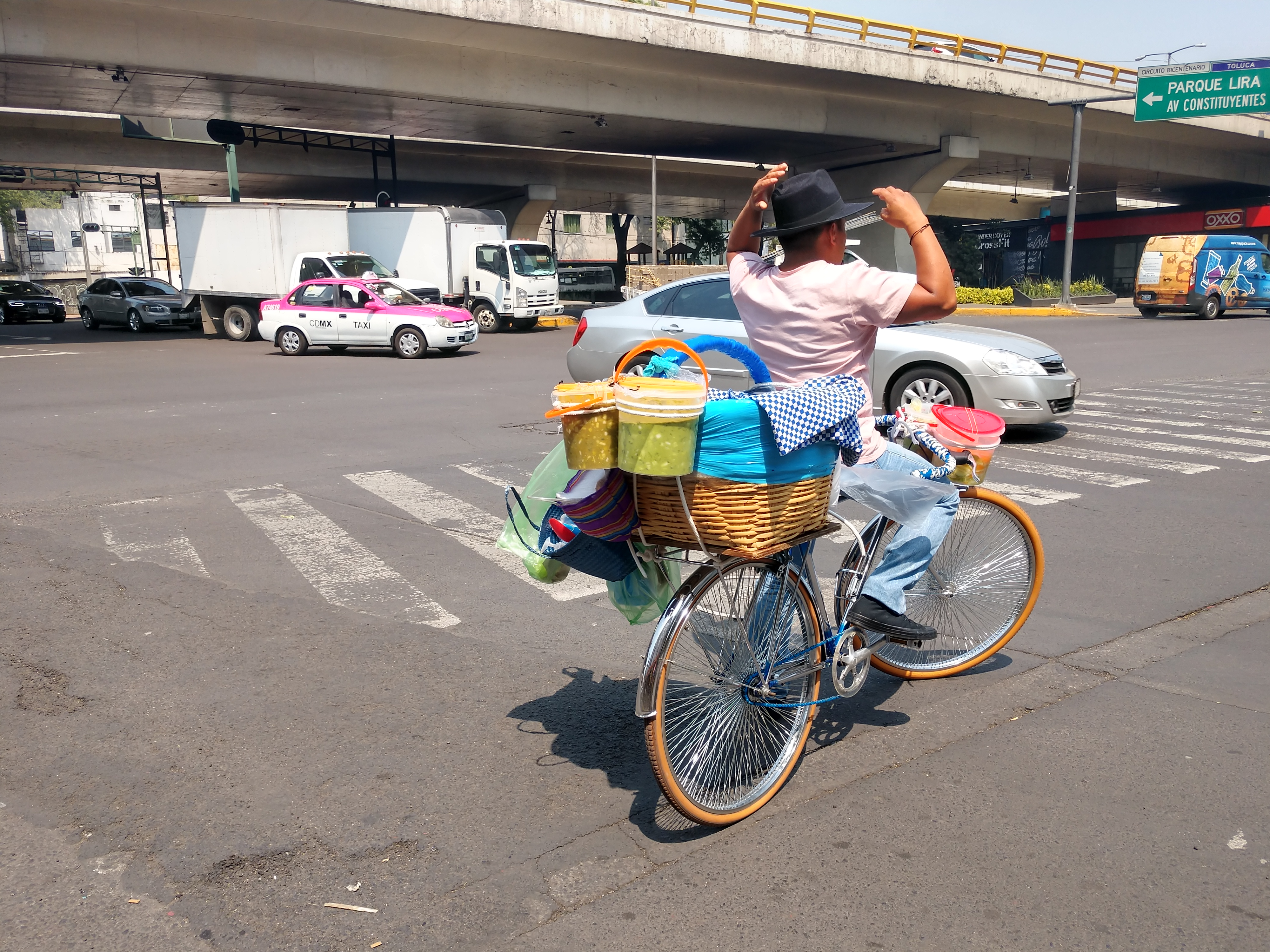
Vendedor de tacos de canasta en bicicleta en la Ciudad de México.

Los tacos de canasta se llaman así por la canasta que se usa para almacenarse y venderse. Entre las 7:00 y las 8:00, los taqueros salen de San Vicente Xiloxochitla, en bicicleta si es hacia los municipios cercanos, o en camionetas si es hacia las grandes ciudades como la Ciudad de México o Puebla; ciertos de los cuales residen en la ciudad entresemana, y regresan a San Vicente Xiloxochitla el fin de semana. Los tacos de canasta se encuentran en las calles desde media mañana (10:00-11:00) hasta entrada la tarde (16:00-17:00).
Típicamente, los clientes se reúnen alrededor del puesto y consumen sus tacos de pie allí mismo. Entre los clientes asiduos se encuentran obreros, estudiantes universitarios y empleados de oficinas que disponen de poco tiempo para salir a desayunarse unos tacos. Esta costumbre se ha extendido por toda la Ciudad de México.
En 2016, una vendedora de tacos de canasta de la Ciudad de México, llamada Marven, aunque más conocida como Lady Tacos de Canasta, saltó a la fama por aparecer en el desfile del orgullo con su particular forma de anunciarse: «¡Tacos!, ¡tacos de canasta! ¡Tacos!». Más tarde, Marven participaría en el microdocumental de Netflix Las crónicas del taco (2019), por el cual sería premiada con el James Beard Foundation Award.

### Feria del Taco
Desde 2007, se celebra anualmente en San Vicente Xiloxochitla el primer domingo de diciembre la Feria del Taco. En cada edición se instituye una comisión que se dedica a producir más de 3000 tacos de canasta para darlos en la plaza del pueblo a los visitantes del evento.

## Variantes

### Paques sudados
En Comitán, Chiapas, una versión de los tacos de canasta son los paquitos sudados. Probablemente, el nombre sea una deformación de taquitos sudados. El 8 de agosto, día de Santo Domingo de Guzmán, patrono del pueblo, los vendedores salen con las canastas a vender paquitos por las calles del pueblo. Los paques estilo Comitán contienen chorizo, huevo, papa, rajas y frijoles refritos.

### Tacos al vapor
Los tacos al vapor son el equivalente en el norte de México, los cuales se diferencian de los tacos de canasta en que se cocinan en una vaporera.
Los tacos al vapor al estilo de Los Mochis, Sinaloa se rellenan tradicionalmente con una mezcla de carne desmenuzada y puré de papas y, a diferencia de los tacos de canasta, no se bañan en aceite, sino que se sumergen las tortillas en aceite sin dorarse. Con ellos se va llenando la vaporera por capas, y luego se cocinan al vapor durante unos 20 minutos; al momento de servirlos se bañan en frijoles refritos caldosos y se les agrega salsa al gusto. Los tacos al vapor se disfrutan tradicionalmente con horchata.

### Tacos tuxpeños
Los tacos tuxpeños son tacos originarios de Tuxpan, Jalisco, y se pueden encontrar también en el vecino estado de Colima. Los rellenos tradicionales de este taco son: papas, carne de puerco desmenuzada, chicharrón y frijoles refritos, entre otros. Se cocinan en canasta, nevera portátil o vaporera, y como los tacos al vapor, se bañan en aceite sin que se doren, pero lo que los distingue es la tradicional salsa de guajillo en la que se mojan antes de colocarlos en capas en el recipiente. Por lo general, se comen con repollo rallado, zanahorias en escabeche y salsa, y algunas personas les exprimen un poco de jugo de limón.